# Irigy Hónaljmirigy show
Az Irigy Hónaljmirigy show egy szórakoztató műsorsorozat, amelyben a főszereplők az Irigy Hónaljmirigy zenekar tagjai. Narrátora Varga T. József szinkronszínész, az együttes egyik tagjának, Varga Győzőnek édesapja. Több alkalommal Lázár Sándor volt, halála után Bognár Tamás váltotta fel.

## Epizódok
Az első epizódot 2000 szilveszterén adta le a TV2, de az egy évvel korábbi Selejtező koncertfilm is már a sorozathoz tartozott, mert úgy van felépítve a két rész, mint a többi, későbbi két részes koncertfilm. Az utolsó műsoruk a csatornán 2010. május 22-én, szombaton került adásba.

### 1999
- Selejtező – koncert (2 rész, Irigy Hónaljmirigy show címen)[2]

### 2000
- Ráncdalfesztivál - december 31.

### 2001
- Dáridó Lajcsival és vendégeivel - Támad a humor (válogatás a Dáridó c. műsorbeli fellépésekből) - május 18.
- Szappangyilkosok
- Rémségverseny - szeptember 22.
- Flúgos futam - Koncert - december 2./9.
- A legirigyebb láncszem - november 18.
- Mirigyes szilveszter (Mirigyvízió) - december 31.

### 2002
- Irigy Oszkármirigy március 18
- Katonadolog
- Ovi-sokk - május 26.
- Ausztráliában az elveszett bumeráng nyomában - két részes útifilm, nyár
- Szabadlábon Velencén - szeptember 7.
- Mirigy nagydíj (Flúgos futam) - október 27.
- Borúra revü - november 29.
- Big Bráhner, avagy tudom mit néztél egész évben - december 31.

### 2003
- Bazi nagy Roma lagzi - március 30.
- Tréfakabátok - április 27.
- Szamárpad - május 18.
- Bajnokok Rigája - június 8.
- Valóságshokk - koncert (2 rész, a felvétel 2003. április 11-én készült) 
  - 1. rész: július 22.
  - 2. rész: augusztus 5.
- Sziget – Hozd el apádat is - szeptember 28.
- Must vagy soha - október 26.
- Több mint három testőr - november 30.
- Bazi nagy ő - december 31.

### 2004
- Gézhelyzet, avagy kórház a káosz szélén - február 29.
- Hotel Mentál - március 28.
- Aranybánya lakópark - április 25.
- Mese habbal, avagy 77 mirigy népmese - május 23.
- 8 ördög tengere - szeptember 26.
- Újra szól a nyolclövetű - október 31.
- 8. típusú találkozások - november 28.
- Csaló Darwin - december 31.

### 2005
- Retro Klub - február 27.
- Óvakodj a bajszostól / Bajszos népünk győzni fog - március 20.
- Volt egyszer egy Paszulyfalva - április 24.
- Becsaplak, mint a taxiórát - május 22.
- Mintamókus, avagy úttörőnek kedve mindig jó - szeptember 3.
- Hozd a pénzt, és kuss - október 30.
- Amigók közt - november 27.
- A Jóban, a Rosszban és a Csúf - december 31.

### 2006
- Börtönökrök - február 19.
- Pongyolaregény - március 19.
- Született férjek - április 30.
- Csillagok háborognak - május 28.
- Karatetigris 8 - október 8.
- Mese, mese átka, avagy Andersen beájulna - október 29.
- Fel pirosok Mikulások - november 26.
- Szilveszteri böszmeségek - december 31.

### 2007
- Tatás nyanyás - február 25.
- Diszkóvágás, avagy azok a csodálatos 8 kanos évek - március 25.
- Nincs ki a 8 kerék - április 22.
- Nyolckarikás játékok - május 20.
- Pityu TV - október 7.
- Brian közlegény megrontása - október 28.
- Sci-fi-lisz, avagy 8 haláli utas - november 25.
- K. O. Média koncert - december 2./9.
- Önök kérték? - december 31.

### 2008
- Reklámzabálók, avagy rövid film hosszú reklámok között - február 24.
- Háry Péter Magyarországon - március 30.
- James Bolond, avagy a 008-as ügynök Magyarországon - április 27.
- Másfélmillió hosszúlépés Magyarországon - május 25.
- A sztárok a helyükre estek - december 31.

### 2009
- Különös szilveszter - december 31.

### 2010
Az alábbi epizódokat 2009-ben forgatták.
- Szolíd Motorosokk - február 27.
- Az igazi Hunyadi Mátyás - március 27.
- Széfre száll a füst - április 24.
- Finánc - május 22.

## Későbbi TV-műsorok

### 2011
- Az első 20 év (2 részes dokumentáció a december 29-i jubileumi koncert részleteivel), TV2, március 6./13.

### 2013
- Euroillúziós Dalfesztivál (A Dal-paródiashow) - április 18., M1[3]
- A félkegyelműek - koncertfilm - május 25., RTL II

### 2016
- 25 éves szuperkoncert I-II. - SuperTV2, szeptember 7.

## Ismétlések
2008 és 2012 között a Comedy Central ismételte a 2003 és 2006 közti részeket, 2014 és 2016 közt a PRO4 műsorán voltak láthatók a 2003 és 2005 közti, valamint esetenként 2010-es részek, de néha a TV2 is ismétli a Comedy Central-on leadott részeket. 2018 óta a Zenebutik, 2019 óta pedig a TV2 Comedy (korábban Humor+) is vetíti az epizódokat.
Ami ritkaság, az az 1999-es Selejtező koncert, aminek a Pro4 és a Zenebutik, valamint a Humor+ eddig csak a második részét ismételte, az első 2000 óta nem lett soha többet leadva - pletykák szerint Zámbó Jimmy halála miatt, mert a róla szóló paródia is szerepelt benne. A második, Ráncdalfesztivál című epizódot vélhetően szintén hasonló okokból nem ismétlik: ebben ugyan nem szerepel Jimmy-paródia (ebben a korábbi Táncdalfesztivál dalait / fellépőit figurázzák ki), viszont az egyik kockán, a közönség soraiban egy "István a király / Jimmy a király" feliratú molinó látható. Ráadásul az epizód pont Jimmy halála előtt 2 nappal, 2000 december 31-én került adásba.
Érdekesség, hogy az együttes évekkel később, 2013-ban kiadott egy videót Mulat a király címmel, ami a Zámbó család szerint kegyeletsértésnek minősült, azonban az Irigy Hónaljmirigy állítása szerint a film - az István, a király parodizációjával egybekötve - azt a jelenséget dolgozza fel, hogy egyesek (pl. Fásy Ádám, Lagzi Lajcsi, stb.) igyekeznek Jimmy utódai lenni, ez senkinek nem sikerül, ő mindörökké a szórakoztató zenei műfaj "királya" marad.
A dologhoz hozzátartozik, hogy számos híresség halála (valamint egyéb okok) miatt vágtak ki részleteket egyéb epizódokból is, ilyen például Michael Jackson bevonulása az Irigy Oszkármirigy című részben, melyet az előadó 2009-ben bekövetkezett halála óta enélkül sugároznak.
Emellett előkerült a Zenebutik csatornán a két részes Szupershow című válogatás első adása, melyben a Dáridóban 1998 és 2000 között előadott produkciókból válogattak.
Alkalomadtán az epizódok rövidítésére kényszerülnek a műsoridő megtartása végett, így mind a Zenebutik, mind a TV2 Comedy esetében előfordul, hogy értelmetlen vágások tarkítják és - sajnálatos módon - törik meg a show-műsorok lendületét (például a Pityu TV c. műsorból kikerült a Csak kanok című jelenet, helyette egyből a Tónika show szerepel) illetve több részből is kihagytak jeleneteket. A Retro Klub DVD változatáról kivágták a P. Mobil paródiát, de a TVben még az eredeti vágatlan változata megy ennek a résznek.
A TV2 Play oldalán pár olyan 2002 és 2008 közti rész is látható, amit a TV-ben nem adnak már le.